# Afon Adda
|  | Per a altres significats sobre Riu Adda, vegeu «Adda». |

L'Afon Adda (Riu Adda en gal·lès) és un riuet d'uns quatre quilòmetres que creua la ciutat de Bangor a Gwynedd, Gal·les. La major part del seu curs transcorre canalitzat subterràniament i desemboca a Hirael Bay, al port de la ciutat. Es creu que el seu nom procedeix del segle xix, de la finca Cae Mab Adda (el camp del fill de l'Adam) situada a prop del seu naixement. Anteriorment se l'havia anomenat Tarannon.